# Владивостокский отряд крейсеров
Владивосто́кский отря́д крейсеро́в создан весной 1903 года. С началом Русско-японской войны 1904—1905 обеспечивал выполнение задач по морской обороне Владивостока и нарушению морских перевозок противника в Японском море. В этот период в состав отряда входили пять крейсеров — броненосные «Россия», «Громобой» и «Рюрик», бронепалубный крейсер «Богатырь» и вспомогательный крейсер «Лена».
В боевых походах отрядом командовали контр-адмирал К. П. Иессен, вице-адмирал П. А. Безобразов.
На морских коммуникациях противника отряд потопил 10 транспортов и 12 шхун, захватил 4 транспорта и 1 шхуну.
1 августа (14 августа) 1904 три броненосных крейсера отряда в Корейском проливе вступили в бой с четырьмя броненосными и двумя бронепалубными крейсерами адмирала Камимуры. Бой для российской стороны сложился неудачно — погиб крейсер «Рюрик».
После расформирования Владивостокского отряда крейсеров его корабли в марте 1906 прибыли на Балтику и вошли в состав Балтийского флота.

## История

### Решение о создании
Отделение отряда крейсеров от 1-й Тихоокеанской эскадры с базированием на Владивосток в качестве самостоятельно действующего соединения было предусмотрено ещё в марте 1901 года. В этот отряд до окончательного формирования, помимо крейсеров «Россия», «Громобой» и «Рюрик» в разное время входили и другие крейсера («Адмирал Нахимов», «Варяг», «Аскольд»).
Решённое в 1901—1903 годах отделение крейсеров в самостоятельный отряд мотивировалось следующим:
1. Броненосные крейсера не линейные суда и построены специально для крейсерской войны. Эффект их действия на широком театре должен быть значительно большим, чем в составе эскадры.
2. Отвлекая на себя 6 японских броненосных крейсеров, отряд будет ослаблять перевес главных сил японского флота над русским.
Все это подтвердилось опытом русско-японской войны.

### Формирование
Окончательный состав эскадры был уточнён на совещании в Порт-Артуре 17 апреля 1903 года. По итогам этого совещания морские силы на Дальнем Востоке распределялись следующим образом:
1. Базирующиеся на Порт-Артур «Боевая эскадра» (I и II отделения броненосцев, отряды дальних и ближних разведчиков (крейсера), 1-й отряд эскадренных миноносцев) и оборонительный отряд.
2. Базирующиеся на Владивосток отдельный крейсерский отряд и оборонительный отряд.
Также были сформированы группы вспомогательных судов (транспорты) с базированием в Порт-Артуре и Владивостоке. В июле-августе во Владивосток прибыли переведённые крейсера «Боярин», «Рюрик» и ещё 6 номерных миноносцев, однако канонерские лодки и 20-узловой пароход «Москва», ранее назначенные в отряд, во Владивосток так и не попали. Одновременно «Херсон» (переименованный в «Лену») из-за дефектов котлов не мог развивать полную 19,5 узловую скорость, что сказалось на первоначальных планах использования отряда.
В отдельный крейсерский отряд во Владивостоке зачислены:
- броненосный крейсер 1-го ранга «Россия», командир капитан 1-го ранга К. П. Арнаутов (флаг 1-го младшего флагмана эскадры капитан 1-го ранга Рейценштейн Николай Карлович)
- броненосный крейсер 1-го ранга «Громобой», командир капитан 1-го ранга Н. Д. Дабич
- броненосный крейсер 1-го ранга «Рюрик», командир капитан 1-го ранга Е. А. Трусов
- бронепалубный крейсер 1-го ранга «Богатырь», капитан 1-го ранга А. Ф. Стемман
- крейсер 2-го ранга «Лена» (до 26 февраля 1904 года пароход Добровольного флота «Херсон»), командир капитан 2-го ранга П. К. Тундерман
- пароход Добровольного флота «Москва»

Также из состава Сибирской военной флотилии был создан оборонительный отряд Владивостока под командованием командира Владивостокского порта контр-адмирала Н. А. Гаупта. Он состоял из отряда миноносцев под командованием капитана 1-го ранга Я. И. Подъяпольского и отряда транспортов под командованием капитана 2-го ранга Н. К. Тундермана. На 1 марта 1904 года отряд миноносцев состоял из двух отделений:
- 1-е отделение
  - миноносец №203, командир капитан 2-го ранга И. А. Виноградский (командующий отделением)
  - миноносец №201, командир лейтенант Я. М. Пышнов
  - миноносец №202, командир лейтенант Б. М. Пышнов
  - миноносец №204, командир лейтенант А. А. Хоменко
  - миноносец №205, командир лейтенант А. Н. Пелль
- 2-е отделение
  - миноносец №211, командир капитан 2-го ранга барон Ф. В. Раден (командующий отделением)
  - миноносец №206, командир лейтенант Д. Л. Максимов
  - миноносец №208, командир лейтенант В. И. Лепко
  - миноносец №209, командир лейтенант С. С. Долгобородов
  - миноносец №210, командир лейтенант М. К. Бахирев

Отделение транспортов:
- «Алеут», командир капитан 2-го ранга Н. К. Тундерман (командующий отделением)
- «Камчадал», командир капитан 2-го ранга А. А. Рюмин
- «Якут», командир капитан 2-го ранга А. А. Балк
- «Тунгуз», под командованием командира «Якута»
- «Надёжный» (бывший ледокол), командир подполковник корпуса флотских штурманов С. С. Чихачёв

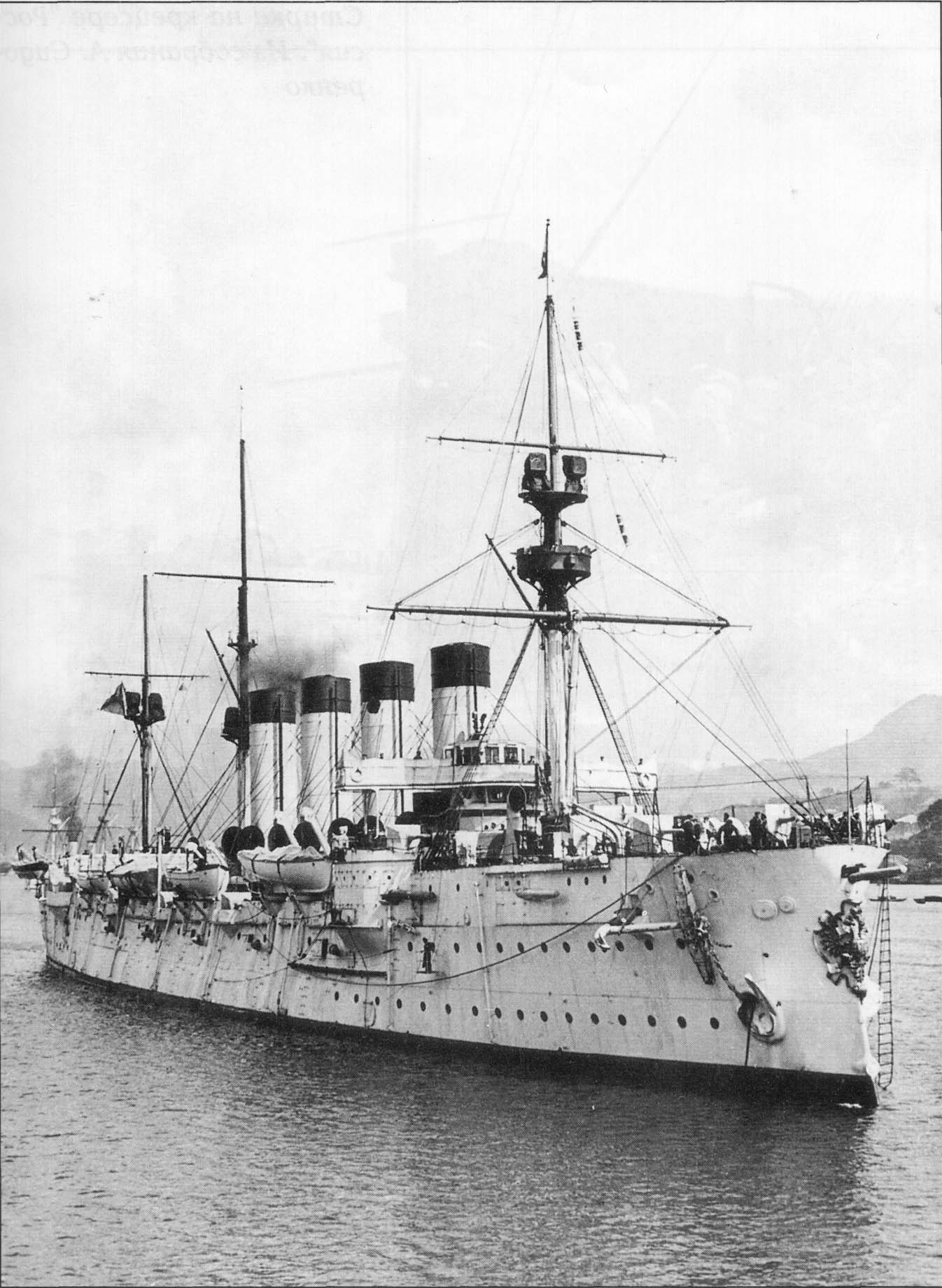
Броненосный крейсер «Россия»
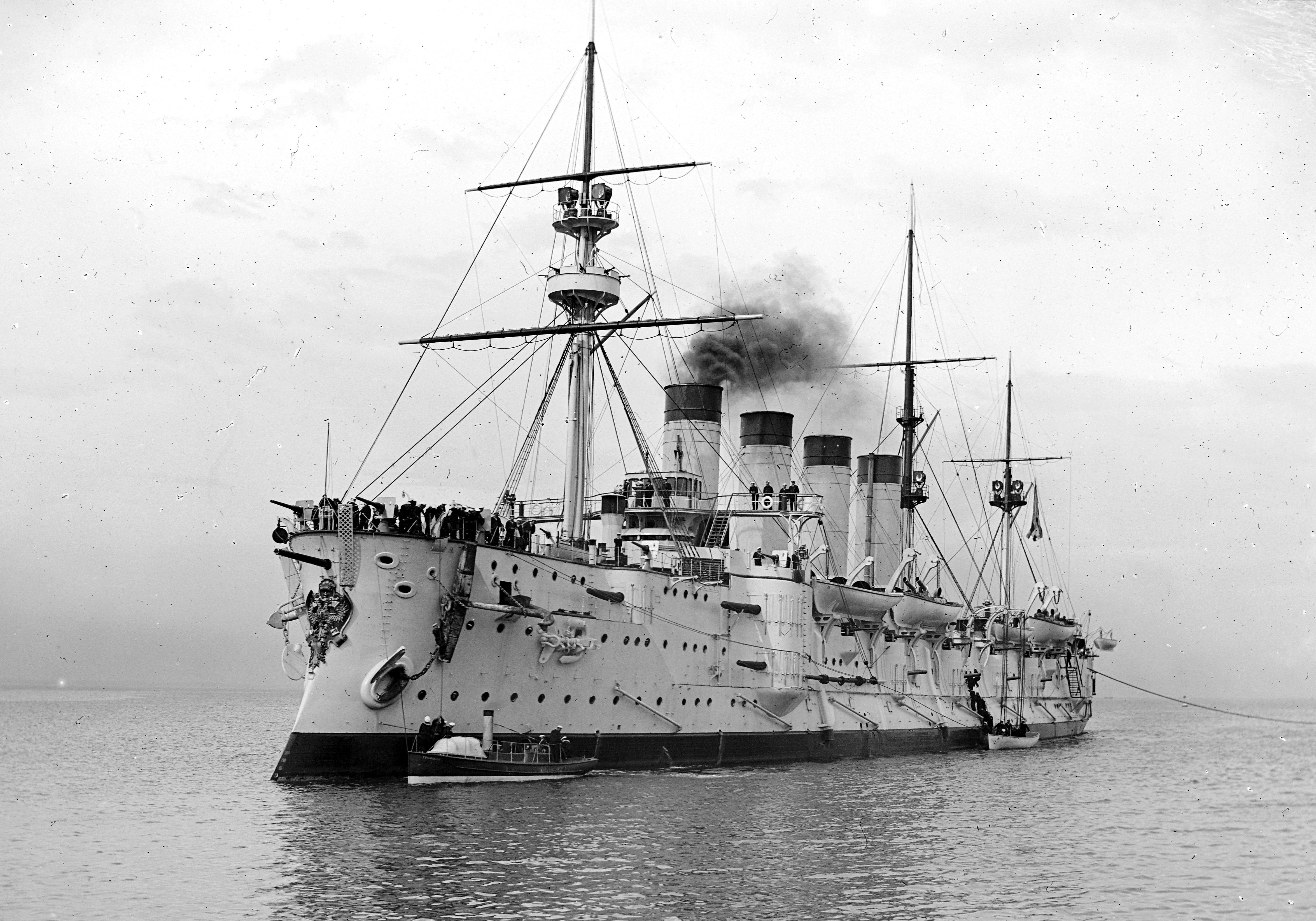
Броненосный крейсер «Громобой»
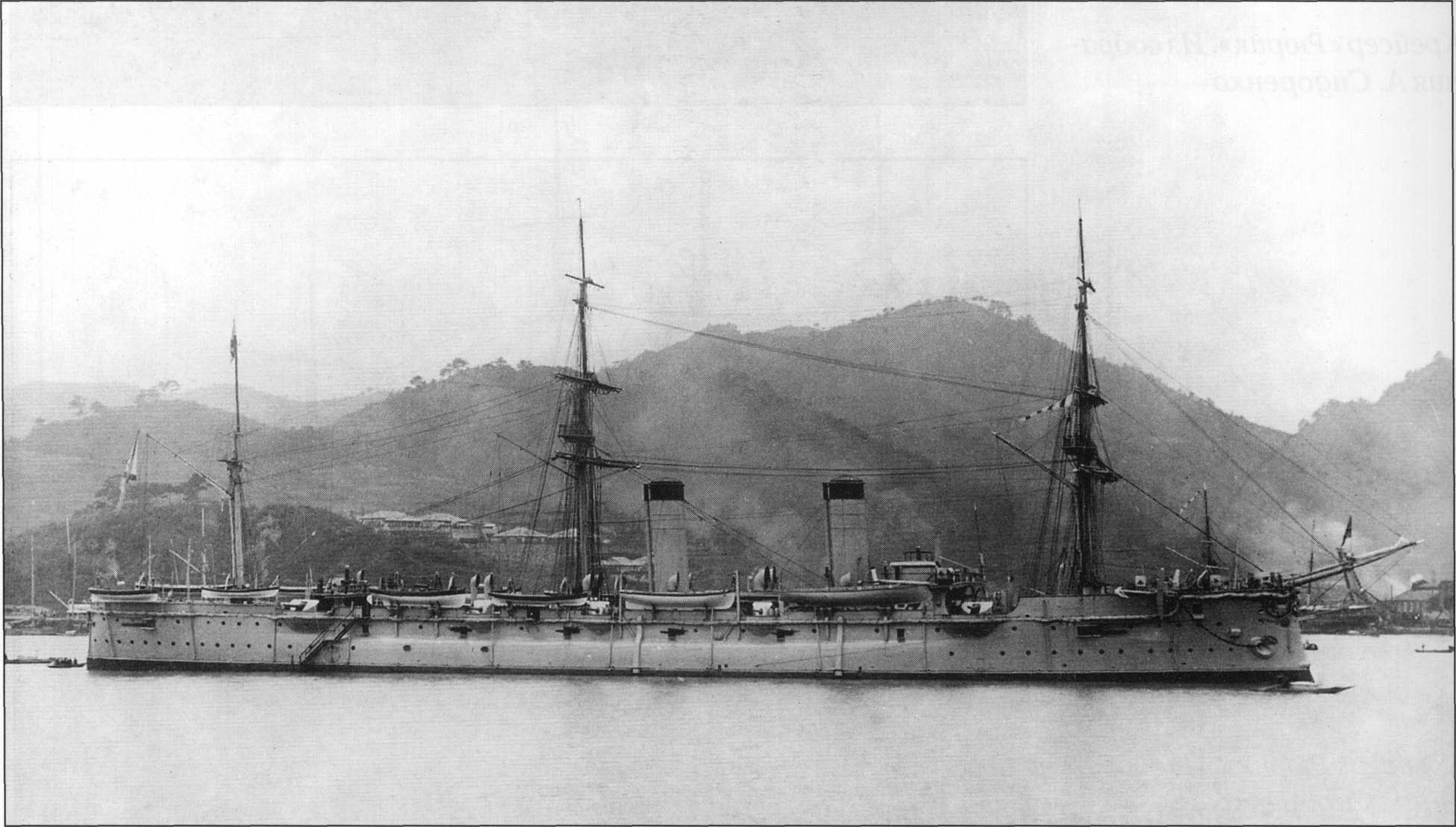
Броненосный крейсер «Рюрик»
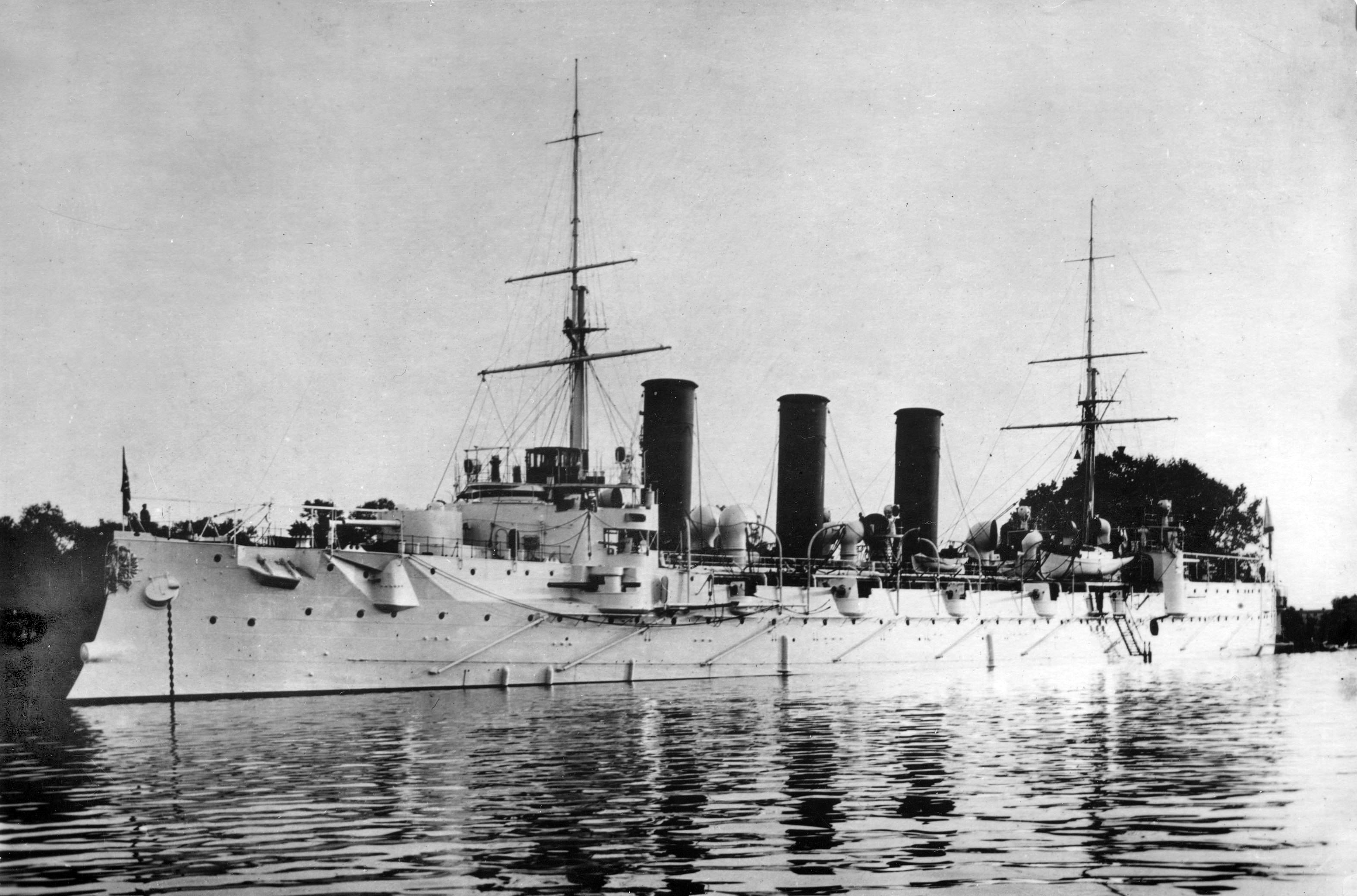
Бронепалубный крейсер «Богатырь»

### Наименования отряда
Официально отдельный крейсерский отряд был сформирован 7 июня 1903 года. Первоначальное его название было: «Отряд крейсеров эскадры Тихого океана».
Вследствие начала войны и присвоения начальнику эскадры прав командующего флотом отряд 25 февраля 1904 года был преобразован в «Отдельный отряд крейсеров флота Тихого океана».
С изменением структуры флота 12 мая 1904 года отряд получил название: «Отдельный отряд крейсеров 1-й эскадры флота Тихого океана».
20 декабря 1904 года, после гибели остатков эскадры в Порт-Артуре, отряд во Владивостоке был переименован в «Отряд крейсеров в Тихом океане».

## После Цусимы
Летом 1905 года из-за угрозы распространения войны на материковую часть России (в июле 1905 года японцами был захвачен Сахалин) и создания объединённого командования обороной края во главе с комендантом Владивостокской крепости генералом Г. Н. Казбеком отряд крейсеров подчинили начальнику Отдельного отряда судов, назначенных для охраны вод Уссурийского края (во главе с командиром Владивостокского порта контр-адмиралом Н. Р. Греве).
11 ноября 1905 года в соответствии с предписанием Генерального морского штаба (от 11 октября) отряд крейсеров вышел в европейскую часть России. 30 марта 1906 года по прибытии в Либаву штаб отряда закончил кампанию, а сам отряд был расформирован.

## В литературе
Роман Валентина Пикуля «Крейсера» рассказывает о боевом пути Владивостокского отряда крейсеров. За этот роман автор удостоился Государственной премии РСФСР имени М. Горького, и нескольких других премий. Кроме того, за этот роман В. Пикуль получил «Золотой кортик» от главнокомандующего Военно-морским флотом адмирала флота В. Н. Чернавина.